# Кастильоне-Козентино
Кастильоне-Козентино (итал. Castiglione Cosentino) — коммуна в Италии, располагается в регионе Калабрия, подчиняется административному центру Козенца.
Население составляет 3062 человека, плотность населения составляет 236 чел./км². Занимает площадь 13 км². Почтовый индекс — 87040. Телефонный код — 0984.
Соседние коммуны: Ренде, Сан-Пьетро-ин-Гуарано, Розе.